# Bardaskan (Verwaltungsbezirk)
Bardaskan (persisch شهرستان بردسکن) ist ein Schahrestan in der Provinz Razavi-Chorasan im Iran. Er enthält die Stadt Bardaskan, welche die Hauptstadt des Verwaltungsbezirks ist.

## Kreise
- Zentral (بخش مرکزی)
- Schahrabad (بخش شهرآباد)
- Anabad (بخش انابد)

## Demografie
Bei der Volkszählung 2016 betrug die Einwohnerzahl des Schahrestan 75.631. Die Alphabetisierung lag bei 84 Prozent der Bevölkerung. Knapp 48 Prozent der Bevölkerung lebten in urbanen Regionen.
| Zensusjahr | Einwohnerzahl |
| ---------- | ------------- |
| 2011       | 72.626        |
| 2016       | 75.631        |